# سیارک ۹۹۴

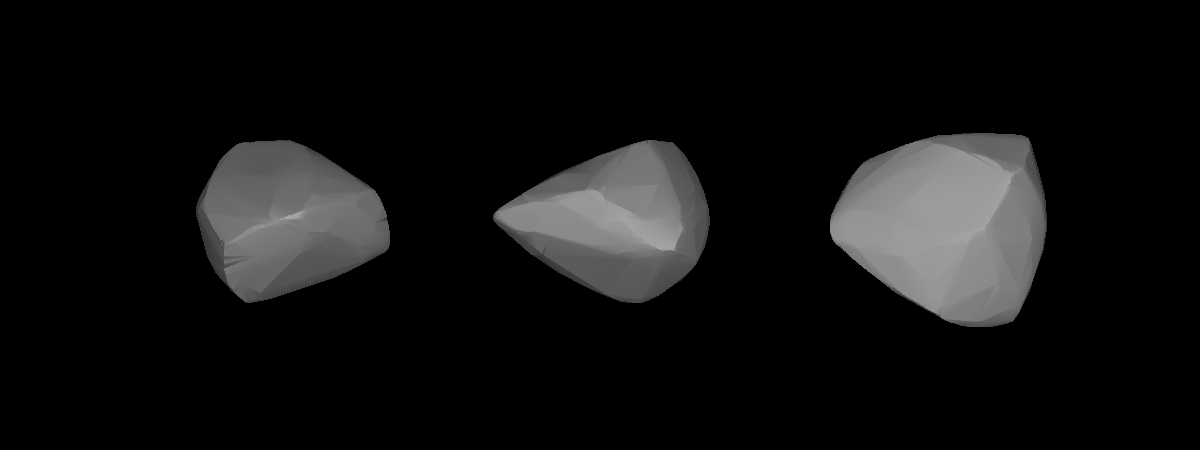
مدل سه‌بُعدی سیارک ۹۹۴ بر طبق منحنی نور آن

سیارک ۹۹۴ (به انگلیسی: 994 Otthild، نامگذاری:1923NL) نهصد و نود و چهارمین سیارک کشف شده‌است که در ۱۸ مارس ۱۹۲۳ و در هایدلبرگ کشف شد.
قدر مطلق سیارک برابر ۱۰٫۳۰ است.